# 何明修
何明修（1973年—），臺灣社會學者，1973年出生於臺北市西門町。1995年於國立臺灣大學取得外國語言暨文學系學士，其後於2000年取得國立臺灣大學社會學研究所博士，並在紐約大學社會學研究所進行博士後研究。他的研究範圍主要包括政治社會學、社會運動、勞動社會學、教育社會學以及社會學理論。他曾任南華大學應用社會學系暨社會學研究所助理教授、國立中山大學社會研究所副教授、國立台灣大學社會學系教授。

## 外部連結
- 《獨立評論@天下》何明修文章列表
- 何明修教授個人網頁 （页面存档备份，存于）